# Krzysztof Lipiec

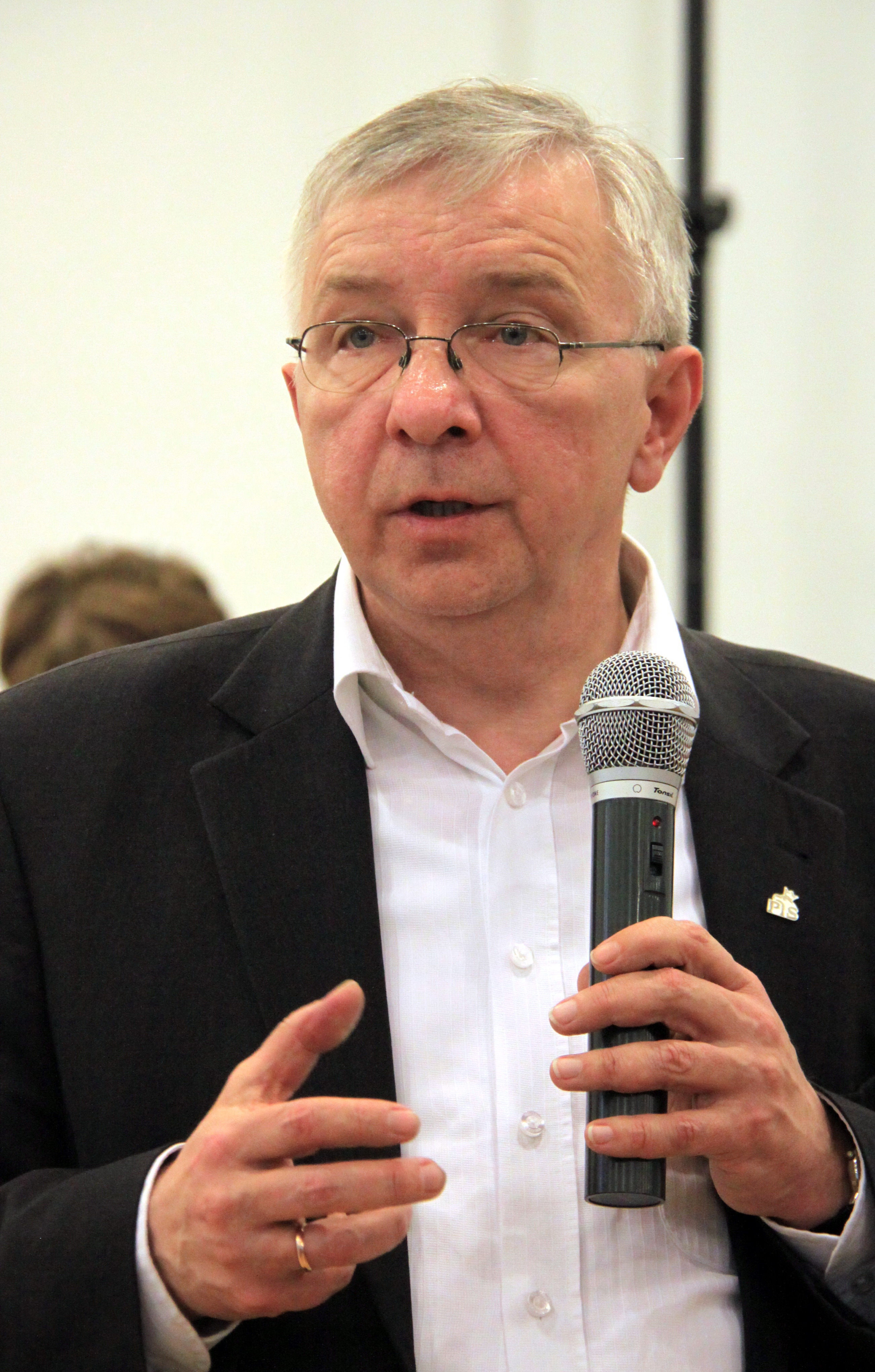
Krzysztof Lipiec

Krzysztof Bogdan Lipiec (* 11. Oktober 1959 in Starachowice) ist ein polnischer Politiker  (AWS). Er war von 1997 bis 2001 Senator der IV. Wahlperiode und gehört seit 2005 dem Sejm in der V. und VI., VII., VIII., IX. und X. Wahlperiode.

## Leben und Beruf
Er beendete das Studium der Physik an der Pädagogischen Hochschule in Kielce und arbeitete als Lehrer. Während einiger Jahre war er bei der Abteilung für Bildung der unabhängigen Gewerkschaft Solidarność angestellt.

## Politik
In den 1980er Jahren war er mit der demokratischen Opposition verbunden und unter anderem aktiv im Unabhängigen Studentenverband (NZS). Während des Kriegszustands war er vom 13. Dezember 1981 bis zum 2. Juli 1982 interniert.
In den Jahren von 1997 bis 2001 war er für die Woiwodschaft Kielce Senator über die Liste der Akcja Wyborcza Solidarność (AWS). 2001 kandidierte er erfolglos für das Wahlbündnis Blok Senat 2001, an dem sich die AWS beteiligt hatte. Von 1998 bis 2002 war er Abgeordneter des Woiwodschaftssejmik der Woiwodschaft Heiligkreuz und saß danach bis 2005 im Kreistag des Powiat Starachowicki.
Nach seiner Zeit in der AWS, trat er der Prawo i Sprawiedliwość (PiS) bei. Bei den Parlamentswahlen 2005 wurde für den Wahlkreis Kielce über die Liste der PiS in den Sejm gewählt. Bei den Sejmwahlen 2007 wurde er mit 4.525 Stimmen als Abgeordneter bestätigt. Er war Mitglied der Sejm Kommission für EU Angelegenheiten. Auch bei den Parlamentswahlen 2011, 2015, 2019 und 2023 wurde er in den Sejm gewählt.

## Ehrungen
- 2021 Kreuz der Freiheit und Solidarität[6]